# Geometria (Kartezjusz)

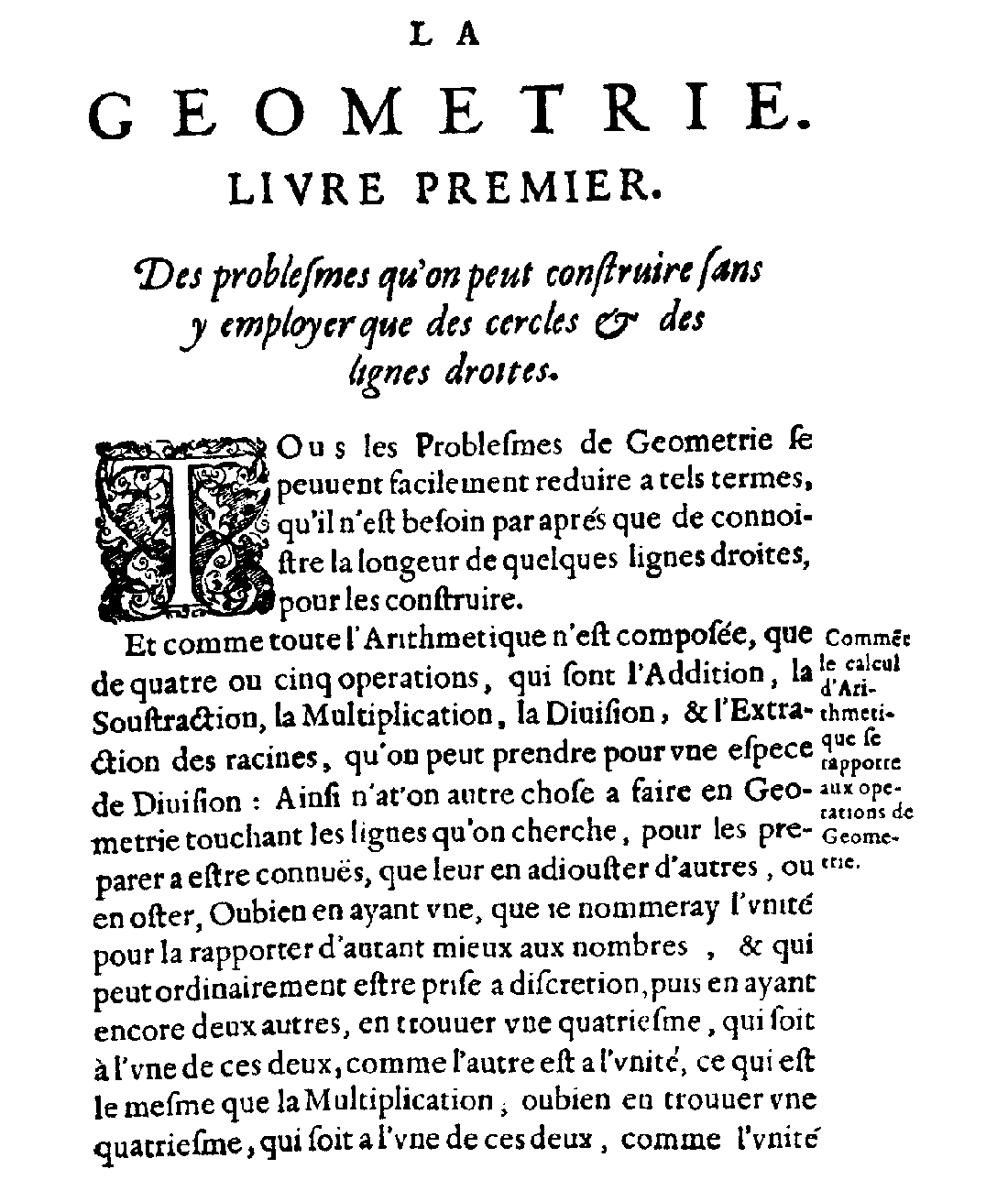
Początek pierwszej edycji Geometrii Kartezjusza (1637)

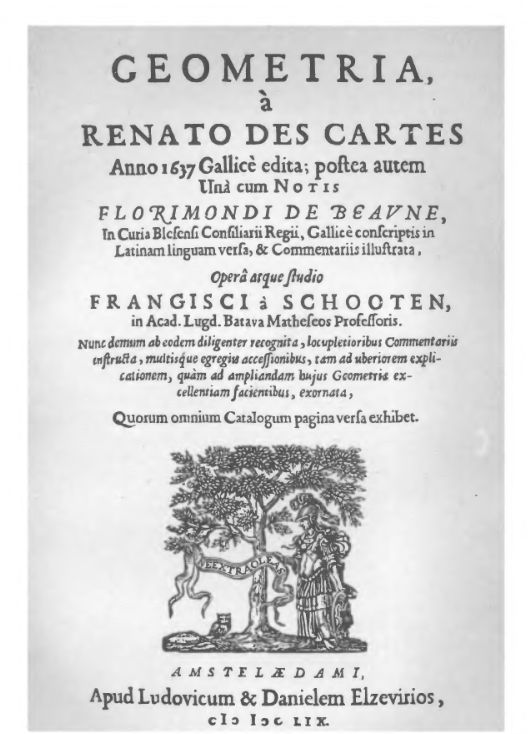
Strona tytułowa pierwszego łacińskiego tłumaczenia Geometrii (1649)

Geometria (La Géometrie) – traktat francuskiego filozofa René Descartes’a, który był jedynym traktatem matematycznym wydanym za jego życia. Geometria jest uznawana za jedno z najważniejszych dzieł w historii całej matematyki.

## Historia powstania dzieła i jego znaczenie dla nauki
Dzieło zostało wydane początkowo w roku 1637 jako fragment szerszego dzieła: Rozprawa o Metodzie, w celu prawidłowego kierowania swym rozumem i poszukiwania prawdy w naukach oraz Dioptryka, Meteory i Geometria, które są esejami tej metody (oryg. Discours de la Méthode pour bien conduire sa raison, et chercher la vérité dans les sciences, plus la Dioptique, les Météores et la Géometrie qui sont des essais de cette Méthode). Jednak bardzo szybko Geometria stała się osobnym traktatem. Od początku była postrzegana jako odrębne dzieło. Już w łacińskim tłumaczeniu Etinne’a de Courcelles’a Rozprawy o Metodzie z 1644 roku nie pojawił się esej Geometria, który został przetłumaczony i opublikowany osobno w roku 1649 (tłumaczem na łacinę był van Schooten). Jeszcze silniejsze oddzielenie nastąpiło w XIX wieku – Rozprawa o Metodzie została potraktowana jako dzieło z zakresu filozofii, a Geometria (oraz Dioptryka i Meteory) zyskały status traktatu naukowego. Pod względem formy dzieło to jest esejem, pod względem treści – rozprawą.
Pierwsza edycja traktatu zawierała dużo błędów drukarskich. Mimo to spotkała się z bardzo dużym odzewem ówczesnego świata naukowego. Stanowiła źródło nowoczesnej wiedzy matematycznej również w epokach późniejszych – z dzieła tego korzystali m.in. wybitni naukowcy, np.: Desargues, Huygens, Newton, Leibniz, d’Alambert, Comte.
Obecnie Geometria jest stawiana obok Elementów Euklidesa, Philosophiæ naturalis principia mathematica Izaaka Newtona oraz Introductio in analysin infinitorum Leonharda Eulera, jako jedno z najważniejszych dzieł w historii matematyki.

## Budowa traktatu
Traktat La Géometrie składa się z trzech ksiąg.
Księga IO problemach, w których linie proste i okręgi wystarczą do przeprowadzenia konstrukcji
W księdze I Kartezjusz definiuje arytmetykę odcinków, używa nowych technik w konstruowaniu pierwiastków trójmianu kwadratowego oraz przedstawia rozwiązanie problemu Pappusa, polegającego na wyznaczeniu „miejsca” punktów leżących w określonej odległości od danych linii prostych i spełniających pewne dodatkowe warunki.
Księga IIO naturze linii krzywych
Księga II jest najobszerniejszą częścią Geometrii. W księdze II Kartezjusz zajmuje się równaniami krzywych, tworzy podział na różne rodzaje krzywych. Opisuje także metodę wyznaczania stycznych do krzywych algebraicznych.
Księga IIIO konstrukcji zagadnień, które są bryłami i nadbryłami
Księga III poświęcona jest konstruowaniu pierwiastków wielomianów za pomocą stożkowych oraz paraboli sześciennej. W księdze III Kartezjusz przy pomocy paraboli dokonuje trysekcji kąta, konstrukcji trzeciej proporcjonalnej oraz konstrukcji pierwiastków równań trzeciego i czwartego stopnia, a przy pomocy paraboli sześciennej – konstrukcji pierwiastków równań piątego i szóstego stopnia.

## Znaczące odkrycia matematyczne dokonane wGeometrii

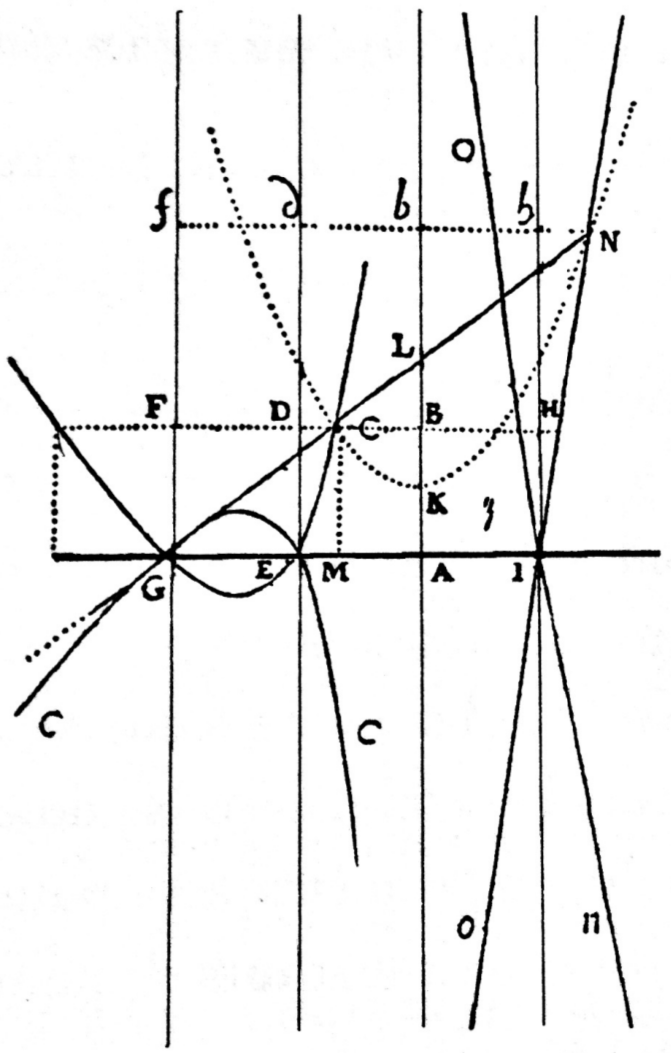
Jedna z konstrukcji Kartezjusza

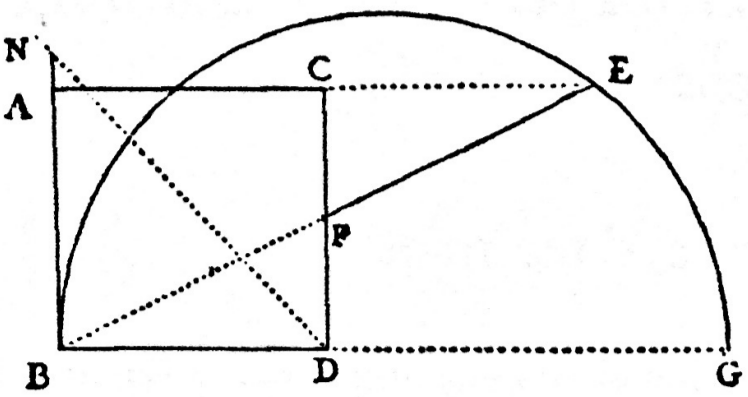
Ilustracja z traktatu Kartezjusza, dotycząca problemu Pappusa

Kartezjusz w Geometrii dokonał także wielu matematycznych odkryć, między innymi:
- zapoczątkował geometrię analityczną[12][13];
- stworzył wczesne podstawy kartezjańskiego układu współrzędnych[12] (choć sam układ współrzędnych w książce nie występuje)[14];

- wprowadził pojęcie wielkości zmiennej i funkcji[12];
- znacznie usprawnił metody rozwiązywania równań zaproponowane przez Cardana w Artis Magnæ, pokazał jak za pomocą konstrukcji rozwiązać równania kwadratowe[15][16];

Pozostaje jeszcze zauważyć, że ten sposób wyrażania wartości pierwiastków przez ich stosunek do boków pewnych sześcianów, których znamy jedynie objętość, nie jest w niczym bardziej rozumny, ani prostszy, niż wyrażenie ich przez stosunek, jaki mają do cięciw pewnych łuków lub części kół, dla których dane jest potrojenie, tak że wszystkie te równania sześcienne, które nie mogą być wyrażone przy pomocy reguły Cardana, mogą być wyrażone tak samo lub jaśniej przez zaproponowany tu sposób.

- zdefiniował arytmetykę odcinków oraz unowocześnił antyczne pojęcie wielkości geometrycznej, czym przyczynił się do częściowego oddzielenia algebry od geometrii[18][19];

Wszystkie problemy geometrii da się łatwo sprowadzić do takich wyrażeń, że wystarczy znać długości pewnych linii prostych, aby przeprowadzić ich konstrukcje.

- zdefiniował fałszywe pierwiastki, co było pierwszym w historii matematyki europejskiej świadomym użyciem liczb ujemnych[20];
- zdefiniował liczby urojone na podstawie liczb fikcyjnych[21]

(...) zarówno prawdziwe, jak i fałszywe pierwiastki nie są zawsze rzeczywiste, a czasem tylko urojone, co oznacza, że w każdym równaniu można zawsze wyobrazić sobie ich tyle, ile wymieniłem. Zdarza się jednak, że nie ma żadnej wielkości odpowiadającej tym urojonym, w ten sposób znowu możemy sobie wyobrazić trzy w tym,
{\displaystyle x^{3}-6xx+13x-10=0,}
ale tylko jeden jest rzeczywisty, {\displaystyle 2,} zaś dwa pozostałe, powiększane, pomniejszane lub mnożone w przedstawiony przeze mnie sposób, pozostaną urojone.

- odkrył, że prosta oraz krzywe są obiektami złożonymi z punktów[3][22] (wiążąc ruch z równaniem algebraicznym wprowadził myśl, że ruch jest tworem punktowym)[23];

Wszystkie punkty tych [krzywych], które można nazwać geometrycznymi, to znaczy te, które podpadają pod dokładną i ścisłą miarę, z konieczności mają jakiś związek z wszystkimi punktami linii prostej, który można wyrazić pewnym równaniem, tym samym dla wszystkich [punktów]

W tym zdaniu, pierwszy raz w historii matematyki, linia jest pojęta jako obiekt złożony z punktów. Sam Kartezjusz nie był świadom przełomu, jakiego dokonał w matematycznym opisie ruchu, i nigdzie w Geometrii nie zostało wprost powiedziane, że linia krzywa „składa się” z punktów.
- powiązał krzywą z odpowiednim wielomianem (odkrył pojęcie równania krzywej)[25][26];
  - Kartezjusz najpierw zauważył, że równanie krzywej będzie musiało mieć dwie niewiadome, ponieważ muszą związać ze sobą punkt na prostej z punktem na krzywej[25]

(...) potrzeba dwóch do wyjaśnienia stosunku jednego punktu do drugiego

- Następnie Kartezjusz zauważył, że skoro wszystkie punkty krzywej są opisane tym samym równaniem: {\displaystyle yy=cy-{\frac {cx}{b}}y+ay-ac,} to znaczy, że na krzywej tej nie ma żadnych innych punktów. W taki sposób Kartezjusz powiązał krzywą geometryczną z równaniem wielomianowym.

- przedstawił konstrukcje klasyczne i nieklasyczne różnych obiektów[27];
- skonstruował parabolę Kartezjusza[28];
- dokonał odkryć z zakresu teorii proporcji[29];
- szczegółowo omówił tzw. zagadnienie Pappusa[30].

### Podział krzywych według Kartezjusza
René Descartes podzielił krzywe na:
- krzywe mechaniczne, do których zaliczyły się:
  - spirala Archimedesa,
  - kwadratrysa;
- krzywe geometryczne, do których zaliczyły się:
  - stożkowe,
  - konchoida Nikomedesa,
  - parabola Kartezjusza (parabola sześcienna),
  - krzywe kreślone przez mezolabium[31].

Podział taki jest znany również współcześnie – krzywe mechaniczne nazywa się krzywymi transcendentalnymi, a krzywe geometryczne – krzywymi algebraicznymi.

## Rewolucja w zakresie notacji i symboli matematycznych
W Geometrii oprócz wybitnych rozwiązań matematycznych Kartezjusz wprowadził wiele rozstrzygnięć w sprawie oznaczeń matematycznych, przykładowo:
- symbol potęgi[32][33] (wcześniej potęgi opisywane były słownie)[33];
- małe litery z początku alfabetu używane jako stałe {\displaystyle (a,b,c),} małe litery z końca alfabetu używane jako niewiadome {\displaystyle (x,y,z)}[32][34][33];
- symbol pierwiastka kwadratowego jako połączenie symbolu √ (tzw. surd) oraz kreski poziomej nad wyrażeniem[32][33].

## Ciekawostki
W Geometrii Kartezjusza, zamiast tradycyjnego symbolu równości {\displaystyle =,} na oznaczenie równości przyjęto znak . Według jednych historyków był to „przewrócony” symbol , powszechnie w tamtych czasach stosowany w warsztatach drukarskich wydających prace z astronomii, oznaczający gwiazdozbiór Byka. Według innych historyków są to odwrócone pierwsze litery łacińskiego słowa æqualis (równy).